# Wybory do Parlamentu Europejskiego w Niemczech w 2004 roku
Wybory do Parlamentu Europejskiego odbyły się w Niemczech 13 czerwca 2004 roku. Wyniki wyborów pokazały spadek zaufania do rządzącej Socjaldemokratycznej Partii Niemiec, która zdobyła najmniej głosów od II wojny światowej. Więcej niż połowa elektoratu który ostatnim razem głosował na SPD, oddała swój głos na inne partie lewicowe, przede wszystkim na Związek 90/Zieloni. Zwycięstwo zanotowała opozycyjna konserwatywna Unia Chrześcijańsko-Demokratyczna i Unia Chrześcijańsko-Społeczna. Wzrost poparcia zanotowała również liberalna Wolna Partia Demokratyczna.

## Wyniki
Uprawnionych do głosowania: 61 650 330

Liczba głosujących: 26 525 514 (43,0%)

CDU/CSU
SPD
Green
PDS
FDP
REP

Głosów nieważnych: 744 741 (2,8%)

Głosów ważnych: 25 780 733 (97,2%)
| Partia                                               | Liczba głosów | Różnica między wyborami w 1999 | %    | Różnica w % od 1999 | Miejsc w PE | Różnica miejsc od 1999 |
| ---------------------------------------------------- | ------------- | ------------------------------ | ---- | ------------------- | ----------- | ---------------------- |
| Unia Chrześcijańsko-Demokratyczna (CDU)              | 9 412 009     | −1 216 215                     | 36,5 | −2,8                | 40          | −3                     |
| Socjaldemokratyczna Partia Niemiec (SPD)             | 5 549 243     | −2 757 842                     | 21,5 | −9,2                | 23          | −10                    |
| Związek 90/Zieloni                                   | 3 078 276     | +1 336 783                     | 11,9 | +5,5                | 13          | +6                     |
| Unia Chrześcijańsko-Społeczna (CSU)                  | 2 063 564     | −476 443                       | 8,0  | −1,4                | 9           | −1                     |
| Partia Demokratycznego Socjalizmu (PDS)              | 1 579 693     | +88 052                        | 6,1  | +0,3                | 7           | +1                     |
| Wolna Partia Demokratyczna (FDP)                     | 1 565 000     | +644 629                       | 6,1  | +3,0                | 7           | +7                     |
| Republikanie (REP)                                   | 485 691       | +24 653                        | 1,9  | +0,2                | –           | –                      |
| Partia Ochrony Zwierząt                              | 331 270       | +146 084                       | 1,3  | +0,6                | –           | –                      |
| Szarzy – Szare Pantery (Graue)                       | 314 204       | +202 062                       | 1,2  | +0,8                | –           | –                      |
| Partia Rodzinna (Familie)                            | 267 361       | +263 244                       | 1,0  | +1,0                | –           | –                      |
| Narodowodemokratyczna Partia Niemiec (NPD)           | 241 678       | +134 016                       | 0,9  | +0,5                | –           | –                      |
| Partia Ekologiczno-Demokratyczna (ÖDP)               | 145 479       | +45 431                        | 0,6  | +0,2                | –           | –                      |
| Feministische Partei Die Frauen (Die Frauen)         | 145 326       | +88 818                        | 0,6  | +0,2                | –           | –                      |
| „Ab jetzt”                                           | 134 916       | –                              | 0,5  | –                   | –           | –                      |
| Party of bible-abiding christians (PBC)              | 98 643        | +29 911                        | 0,4  | +0,1                | –           | –                      |
| Kandydaci niezależni (Aktion unabhängige Kandidaten) | 70 244        | –                              | 0,5  | –                   | –           | –                      |
| Partia Niemiecka (DP)                                | 61 954        | –                              | 0,2  | –                   | –           | –                      |
| Chrześcijańska Partia Środka (CM)                    | 46 088        | +15 342                        | 0,2  | +0,1                | –           | –                      |
| „Aufbruch”                                           | 43 161        | –                              | 0,   | –                   | –           | –                      |
| Niemiecka Partia Komunistyczna (DKP)                 | 37 231        | –                              | 0,1  | –                   | –           | –                      |
| Partia Bawarska (BP)                                 | 35 086        | +20 136                        | 0,1  | +0,1                | –           | –                      |
| Niemiecka Partia Centrum (Zentrum)                   | 26 823        | +19 743                        | 0,1  | +0,1                | –           | –                      |
| Partia Społecznej Sprawiedliwości (PSG)              | 25 824        | –                              | 0,1  | –                   | –           | –                      |
| Społeczny Wolnościowy Ruch Solidarnościowy (BüSo)    | 22 009        | +12 578                        | 0,1  | +0,1                | –           | –                      |
| Razem                                                | 25 780 773    |                                |      |                     | 99          |                        |

- CDU/CSU
- SPD
- Green
- PDS
- FDP
- REP